# Gerdt Hardorff
Gerdt Hardorff (født 11. maj 1769, Steinkirchen, død 19. maj 1864, Hamborg) var en tysk kunstmaler, kunstsamler og tegnelærer. Han omtales undertiden som Den Ældre for at skelne ham fra sin søn, Gerdt, der også blev maler.

## Biografi
Han blev født som søn af Gerd Hardorff, en kornhandler, og hans hustru Alheit, født Dreyer. Kort før 1780 flyttede hans familie til Hamborg. Han modtog sin første tegneundervisning i 1783 af Johann Anton Tischbein ved Gelehrtenschule des Johanneums. Derefter gik han på tegneskolen ved "Patriotische Gesellschaft" og blev tildelt en sølvmedalje.

Fra 1788 til 1794 studerede han, takket være et stipendium fra denne institution, ved Kunstakademiet i Dresden hos portrætmaleren Giovanni Battista Casanova. Under sit ophold dér udførte han også kunstneriske studier "efter naturen". I 1794 tildelte akademiet ham førsteprisen for hans fremstilling af Kain efter mordet.
Samme år vendte han tilbage til Hamborg, efter at have afslået et tilbud fra Hanns Moritz von Brühl om at ledsage hans søn, Carl von Brühl, på en rejse til Italien. Inden for kort tid modtog han talrige bestillinger, både til portrætter (herunder et af den berømte digter, Friedrich Gottlieb Klopstock) og til kirkeudsmykninger.
I 1797 blev han borger i Hamborg og giftede sig med sin barndomskæreste, Juliane Mielck, datter af en lokal købmand. I 1802 blev han tegnelærer ved Johanneum. Han underviste også ved Patriotische Gesellschaft og på en fattigskole drevet af Hieronymus Pasmann. Blandt hans elever var Louis Asher, Günther Gensler, Georg Haeselich, Hermann Kauffmann, Henri Lehmann, Carl Julius Milde, Philipp Otto Runge, Emil Gottlieb Schuback, Heinrich Stuhlmann, Theodor Bülau, Erwin Speckter, Otto Speckter og Friedrich Wasmann, samt hans egne sønner, Gerdt (1800-1834), Rudolf og Julius Theodore (1818-1898).
I 1815 udgav han sin første mappe med raderinger. I løbet af 1820'erne producerede han hovedsageligt portrætter. I 1822 blev han medlem af Kunstverein in Hamburg. I sine senere år blev hans syn gradvist forværret, og han var tvunget til at trække sig tilbage fra sine lærerstillinger i 1849. Tre år senere blev han tildelt et æresmedlemskab i Hamburger Künstlerverein von 1832.
Han døde i 1864 og efterlod sig en samling på over 5.000 malerier, tegninger og anden grafik, som blev bortauktioneret i løbet af de følgende tre år. Juliane var død fem år tidligere. I 1927 blev en gade i Hamborg-bydelen Barmbek-Nord opkaldt efter ham.